# Liv-Kjersti Eikeland
Liv-Kjersti Eikeland, född 20 mars 1979 i Bergen, är en norsk skidskytt. Liv-Kjersti Eikeland debuterade i världscupen 1999 i Oberhof. Hennes hittills bästa placering är en andraplats på 15 km i Östersund i december 2006. Hon är sedan augusti 2010 gift med den svenske skidskytten Carl Johan Bergman och de har en dotter född 2012.